# マッコイと野郎ども
『マッコイと野郎ども』（マッコイとやろうども、英名：McCoy）は1975年3月から1976年1月まで米国のNBCで放映されたテレビドラマ。トニー・カーティス主演。ユニバーサルTV製作。

## 概要
ロサンゼルスの下町に暮らすギャンブル好きの詐欺師マッコイが、ギャンブルの借金返済と窮地に陥った人たちの救済のため仲間たちと協力して、変装と騙しのテクニックを駆使して悪党から大金を巻き上げるコメディドラマ。
米国では『NBCサンデー・ミステリー・ムービー』枠にて『刑事コロンボ』『警部マクロード』『署長マクミラン』に続く第4の作品として放送されたが、裏番組のCBS『刑事コジャック』に視聴率で勝てず、1シーズン全5回で終了した。
日本では1978年から1979年にかけてNHKで全5回が放送された。NHK版では主演のトニー・カーティスの吹き替えに定番の広川太一郎ではなく山城新伍を起用する異例のキャスティングが行われた。放送時のタイトルはイラストである。

## キャスト
- マッコイ：トニー・カーティス（声：山城新伍）
- ギデオン・ギッブス：ロスコー・リー・ブラウン（声：大塚周夫）

## 放映リスト
| 放送回 | 初回放送日     | 初回放送日    | タイトル                            | 脚本                                           | 監督                 | ゲスト（声優） |
| 放送回 | アメリカ       | 日本          | タイトル                            | 脚本                                           | 監督                 | ゲスト（声優） |
| ------ | -------------- | ------------- | ----------------------------------- | ---------------------------------------------- | -------------------- | --- |
| 1      | 1975年3月11日  | 1978年9月30日 | 50万ドルをとり返せ The Big Ripoff   | ディーン・ハーグローブ ローランド・キビー      | リチャード・クワイン | ブレンダ・バッカロ（天地総子） ラリー・ハグマン（高津住男） ジョン・デナー（神田隆） ヴィトー・スコッティ（関敬六） プリシラ・ポインター                                                    |
| 2      | 1975年10月5日  | 1979年4月1日  | マグロを逃がすな Bless the Big Fish | アーサー・ロウ                                 | ニコラス・コラサント | リチャード・A・ディサート（田中明夫） ガイ・マークス（早野寿郎） ヴィトー・スコッティ（関敬六） へクター・エリアス（高松しげお） ボブ・ディッシー デヴィッド・ドイル ジェームズ・グレゴリー |
| 3      | 1975年11月30日 | 1978年9月16日 | 宝石店ダブルパンチ Double Take      | ハワード・リーズ                               | リチャード・クワイン | ハリー・ガーディノ（福田豊土） フィオナ・ルイス（伊佐山ひろ子） ニタ・タルボット（楠トシエ） ジャッキー・クーガン（田中明夫）                                                               |
| 4      | 1976年1月4日   | 1979年3月31日 | 悪党は泣け In Again, Out Again      | ブッカー・ブラッドショー デヴィッド・P・ルイス | スタン・ドラゴッティ | バーナデット・ピーターズ（鈴木弘子） ライアム・ダン（多々良純） アレン・ガーフィールド（柳沢真一）                                                                                          |
| 5      | 1976年1月25日  | 1978年9月23日 | シッポをつかめ New Dollar Day       | ノーマン・ハディス                             | ニコラス・コラサント | ロバート・ウェッバー（中村正） ジョアンナ・キャシディ（清水良英） ストローザー・マーティン（熊倉一雄） エリック・クリスマス（下條正巳）                                                     |

## スタッフ
- 製作総指揮：ディーン・ハーグローブ、ローランド・キビー
- 音楽：ディック・デ・ベネディクティス
- 制作会社：ユニバーサルTV